# Моніка Крус
Мо́ніка Крус Са́нчес (ісп. Mónica Cruz Sánchez; нар. 16 березня 1977, Мадрид, Іспанія) — іспанська танцюристка, акторка та модель. Молодша сестра акторки Пенелопи Крус та співака Едуардо Круса.

## Біографія
Народилася в сім'ї дрібного торговця та перукаря. Її сестра Пенелопа — акторка, брат Едуардо — співак. Моніка з братом та сестрою виросла в Алькобендасі, містечку на півночі від Мадрида. Сестри займалися професійно танцями: Пенелопа в Іспанській національній консерваторії вивчала балет, а Моніка в Королівській академії танців фламенко.

## Кар'єра
Після закінчення академії приєдналася до танцювальної групи Хоакіна Кортеса. 2002 року, після семи років заняття танцями, покинула групу, щоб продовжити кар'єру як акторка. До 2005 року Кріс знялася в іспанському телесеріалі «Танці під зірками».
2010 року під час зйомок фільму «Пірати Карибського моря: На дивних берегах» сестра Моніки Пенелопа завагітніла. Під час другої частини зйомок вагітність було вже добре видно, тому Пенелопа знімалась у сценах зблизька, а сцени на відстані грала Моніка.

## Фільмографія
| Рік  | Фільм                                      | Роль                              |
| ---- | ------------------------------------------ | --------------------------------- |
| 2011 | Пірати Карибського моря: На дивних берегах | Анжеліка (дублерка Пенелопи Крус) |
| 2011 | Айрон Кросс                                | Габі                              |
| 2010 | Джеррі Кортон                              | Малена                            |
| 2009 | 9 місяців                                  | Ірма                              |
| 2008 | Астерікс на Олімпійських іграх             | Есмеральда                        |
| 2008 | Усе включено                               | Клеменсія                         |
| 2007 | Ходьба                                     | Марі Кармен Мая                   |
| 2006 | Розслідування                              | Табіта                            |
| 2005 | Остання година                             | Роза Мулеро                       |
| 2005 | Танці під зірками                          | Сільвія Хаурегі                   |